# Trần Quốc Vượng
Trần Quốc Vượng (sinh ngày 5 tháng 2 năm 1953) là nhà lãnh đạo Đảng, Nhà nước và chính trị gia người Việt Nam. Ông nguyên là Ủy viên Bộ Chính trị, nguyên Thường trực Ban Bí thư Ban Chấp hành Trung ương Đảng Cộng sản Việt Nam khóa XII, nguyên Phó Trưởng Ban Chỉ đạo Trung ương về phòng, chống tham nhũng, Đại biểu Quốc hội Việt Nam khóa XIV. Ông có sự nghiệp hoạt động trong nhiều đơn vị, cơ quan của Đảng và Nhà nước, từng là Chủ nhiệm Ủy ban Kiểm tra Trung ương Đảng Cộng sản Việt Nam; Chánh Văn phòng Trung ương Đảng Cộng sản Việt Nam, Phó Chánh Văn phòng thường trực; Bí thư Ban Cán sự Đảng, Phó Viện trưởng thường trực rồi Viện trưởng Viện Kiểm sát Nhân dân tối cao.
Trần Quốc Vượng là Đảng viên Đảng Cộng sản Việt Nam, học vị Thạc sĩ Luật, Cao cấp lý luận chính trị. Ông bắt đầu đảm nhiệm vị tri cấp cao từ năm 2006, là Ủy viên Ban Chấp hành Trung ương Đảng Cộng sản Việt Nam khóa X, XI, XII, Đại biểu Quốc hội Việt Nam khóa XII (2007–2011) tỉnh Lai Châu, khóa XIII (2011–2016) tỉnh Tiền Giang và khóa XIV (2016–2021), tỉnh Yên Bái.

## Xuất thân và giáo dục
Trần Quốc Vượng sinh ngày 05 tháng 2 năm 1953 tại xã An Ninh, huyện Tiền Hải, tỉnh Thái Bình, Việt Nam Dân chủ Cộng hòa. Ông lớn lên và theo học phổ thông ở quê nhà, đạt giáo dục phổ thông: 10/10. Sau đó, ông theo học chuyên ngành Kiểm sát tại Trường Cán bộ Kiểm sát – tiền thân của Trường Đại học Kiểm sát Hà Nội ở vùng Thủ đô, nhận bằng Trung cấp rồi Cao đẳng Kiểm sát. Giai đoạn tiếp theo, ông theo học chuyên ngành Luật học tại Trường Đại học Luật Hà Nội, nhận bằng Cử nhân Luật, tiếp tục học cao học và nhận bằng Thạc sĩ Luật.
Trần Quốc Vượng được kết nạp Đảng Cộng sản Việt Nam vào ngày 29 tháng 8 năm 1979, trở thành đảng viên chính thức vào ngày 29 tháng 8 năm 1980. Trong quá trình hoạt động Đảng và Nhà nước, ông theo học các khóa tại Học viện Chính trị Quốc gia Hồ Chí Minh, nhận bằng Cao cấp lý luận chính trị.

## Sự nghiệp

### Viện Kiểm sát nhân dân tối cao

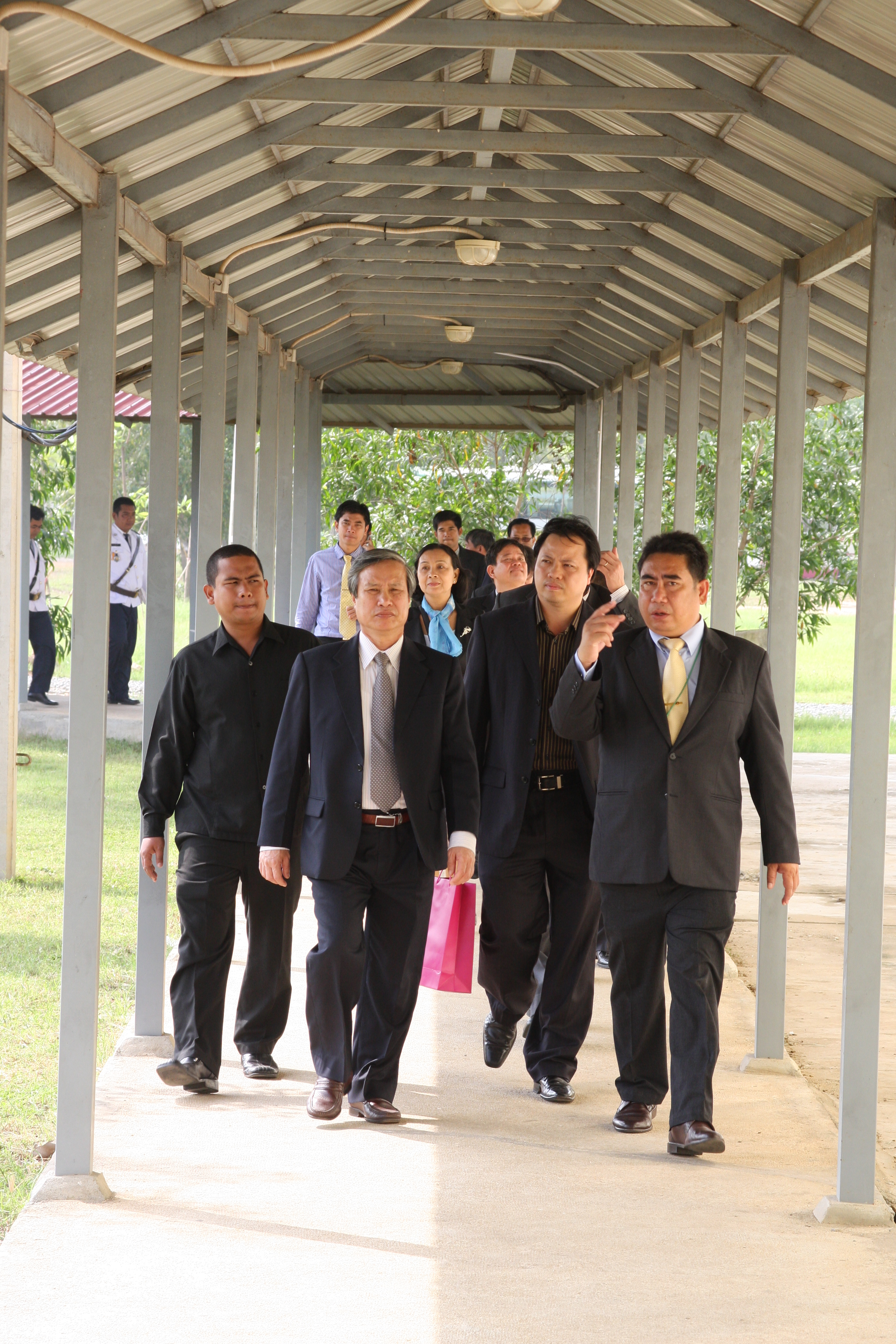
Viện trưởng Viện Kiểm sát nhân dân tối cao Trần Quốc Vượng sang trao đổi cùng Tòa án Đặc biệt Tư pháp Campuchia ở Phnôm Pênh.

Trần Quốc Vượng theo sự nghiệp giáo dục ở lĩnh vực ban đầu là kiểm sát, sau đó là luật học, ông có nhiều năm công tác ở cơ quan của Đảng Cộng sản Việt Nam rồi lĩnh vực kiểm sát. Tháng 11 năm 2006, Trung ương quyết định điều chuyển Trần Quốc Vượng từ Văn phòng Trung ương Đảng Cộng sản Việt Nam sang công tác ở Viện Kiểm sát nhân dân tối cao, Ban Bí thư Ban Chấp hành Trung ương Đảng Cộng sản Việt Nam chỉ định giữ chức vụ Bí thư Ban Cán sự Đảng Viện Kiểm sát Nhân dân tối cao. Cùng tháng, Chủ tịch nước Nguyễn Minh Triết quyết định bổ nhiệm ông làm làm Phó Viện trưởng thường trực Viện Kiểm sát nhân dân tối cao.
Sau đó, trong phiên làm việc thứ nhất, sáng 25 tháng 7 năm 2007, Ủy ban Thường vụ Quốc hội họp nghe báo cáo tổng hợp ý kiến các đại biểu Quốc hội về dự kiến nhân sự Phó Chủ tịch nước, Thủ tướng Chính phủ, Chánh án Tòa án nhân dân tối cao, Viện trưởng Viện Kiểm sát nhân dân tối cao, đã quyết định phê chuẩn bổ nhiệm Trần Quốc Vượng làm Viện trưởng Viện kiểm sát nhân dân tối cao, là Viện trưởng thứ tám của Việt Nam. Ông đảm nhiệm vị trí này trong thời gia từ 2007 đến năm 2011, kiêm nhiệm thêm vị trí Bí thư Đảng đoàn, Phó Chủ tịch Hội Luật gia Việt Nam.

### Lãnh đạo Đảng Cộng sản

#### Văn phòng Trung ương Đảng
Thời kỳ những năm trước 2006, Trần Quốc Vượng công tác tập trung ở cơ quan Trung ương Đảng Cộng sản Việt Nam. Ngày 24 tháng 5 năm 2006, ông được bầu làm Ủy viên Ban Chấp hành Trung ương Đảng Cộng sản Việt Nam khóa X, giữ chức Phó Chánh Văn phòng thường trực Văn phòng Trung ương Đảng Cộng sản Việt Nam, phối hợp và hỗ trợ Ủy viên Bộ Chính trị, Chánh Văn phòng Ngô Văn Dụ.
Ngày 18 tháng 1 năm 2011, tại Đại hội Đảng Cộng sản Việt Nam XI, ông được bầu làm Ủy viên Ban Chấp hành Trung ương Đảng Cộng sản Việt Nam khóa XI nhiệm kì 2011–2016. Từ tháng 7 năm 2011, Bộ Chính trị Ban Chấp hành Trung ương Đảng quyết định điều chuyển Trần Quốc Vượng từ Viện Kiểm sát nhân dân tối cao trở lại Văn phòng Trung ương Đảng, thôi giữ chức Viện trưởng Viện tối cao, và giữ chức Chánh Văn phòng Trung ương Đảng Cộng sản Việt Nam. Đến ngày 11 tháng 5 năm 2013, tại Hội nghị lần thứ bảy của Trung ương khoá XI, Trần Quốc Vượng được bầu bổ sung vào Ban Bí thư Ban Chấp hành Trung ương Đảng Cộng sản Việt Nam.

#### Ủy ban Kiểm tra Trung ương
Đến khóa XII, Trần Quốc Vượng tiếp tục công tác ở Trung ương. Ngày 26 tháng 1 năm 2016, Tại Đại hội đại biểu toàn quốc lần thứ XII của Đảng, Trần Quốc Vượng được bầu làm Ủy viên Ban Chấp hành Trung ương Đảng Cộng sản Việt Nam khóa XII. Ngày 27 tháng 1 năm 2016, ông được Ban Chấp hành Trung ương khóa XII bầu vào Bộ Chính trị Ban Chấp hành Trung ương Đảng Cộng sản Việt Nam, Chủ nhiệm Ủy ban Kiểm tra Trung ương Đảng Cộng sản Việt Nam khóa XII, kế nhiệm nguyên Chủ nhiệm Ngô Văn Dụ.
Ngày 04 tháng 2 năm 2016, Trần Quốc Vượng được Bộ Chính trị phân công tham gia Ban Bí thư Ban Chấp hành Trung ương Đảng Cộng sản Việt Nam. Ngày 09 tháng 5 năm 2018, tại Hội nghị lần thứ bảy của Ban Chấp hành Trung ương Đảng Cộng sản Việt Nam khóa XII, ông được chấp thuận thôi giữ chức vụ Chủ nhiệm Ủy ban Kiểm tra Trung ương Đảng Cộng sản Việt Nam và Ủy viên Ủy ban Kiểm tra Trung ương khóa XII. Ông đảm nhiệm vị trí Chủ nhiệm Ủy ban Kiểm tra giai đoạn 2016 – 2018, sau đó chuyển giao chức vụ cho Trần Cẩm Tú, Phó Chủ nhiệm thường trực Ủy ban Kiểm tra Trung ương khoá XII.

#### Thường trực Ban Bí thư

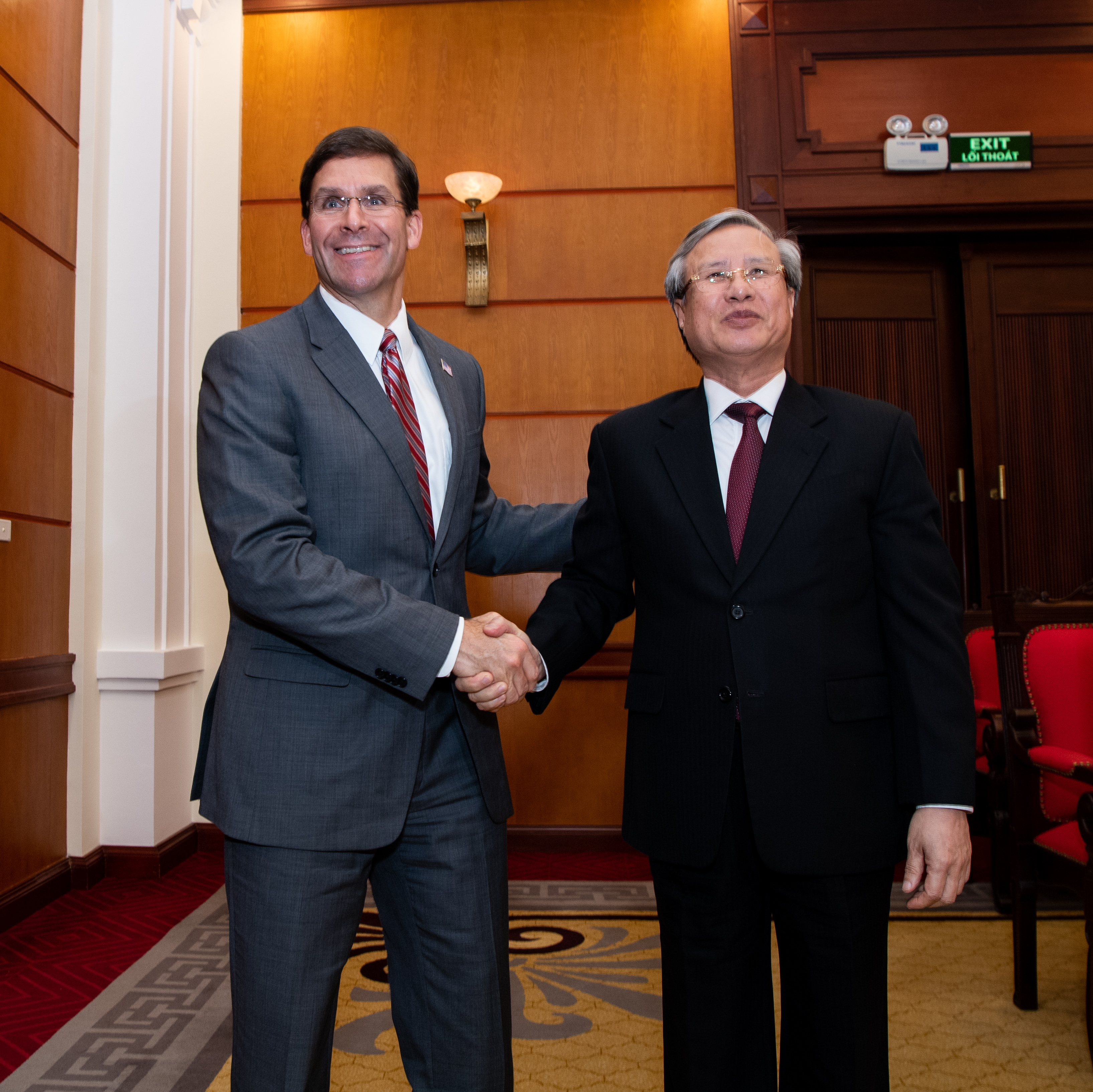
Bộ trưởng Bộ Quốc phòng Hoa Kỳ Mark Esper thăm Việt Nam, gặp gỡ Thường trực Ban Bí thư Trần Quốc Vượng tại thủ đô Hà Nội năm 2019.

Ngày 1 tháng 8 năm 2017, Trần Quốc Vượng được phân công thành viên Thường trực Ban Bí thư Ban Chấp hành Trung ương Đảng Cộng sản Việt Nam trong thời gian Đinh Thế Huynh đi chữa bệnh. Đến ngày 2 tháng 3 năm 2018, Bộ Chính trị khóa XII đã quyết định miễn nhiệm Đinh Thế Huynh thôi giữ chức Thường trực Ban Bí thư và Chủ tịch Hội đồng Lý luận Trung ương nhiệm kỳ 2016–2021 để tiếp tục chữa bệnh dài hạn. Ngày 05 tháng 3 năm 2018, Bộ Chính trị ra quyết định bổ nhiệm Trần Quốc Vượng giữ chức Thường trực Ban Bí thư Ban Chấp hành Trung ương Đảng Cộng sản Việt Nam, chủ nhiệm Ban Bí thư Ban Chấp hành Trung ương Đảng Cộng sản Việt Nam, kế nhiệm Đinh Thế Huynh.
Trần Quốc Vượng đảm nhiệm vai trò nhiệm vụ phụ trách, chủ trì công việc hàng ngày của Ban Bí thư, thay mặt Tổng Bí thư khi Tổng Bí thư vắng mặt. Phụ trách công vụ của Ban Chấp hành Trung ương, trực tiếp về các địa phương để công tác chỉ đạo hoạt động của Đảng bộ địa phương.
Trong giai đoạn này, ông nhận nhiệm vụ thay mặt Đảng Cộng sản Việt Nam trong một số mối quan hệ với nước ngoài, bao gồm sang thăm một số nước, gặp gỡ trao đổi cùng các chính trị gia tới thăm Việt Nam.
Sau Đại hội Đại biểu toàn quốc lần thứ XIII (2021), ông thôi chức vụ Thường trực Ban Bí thư Ban Chấp hành Trung ương Đảng Cộng sản Việt Nam và nghỉ hưu trí theo chế độ.

### Đại biểu Quốc hội

#### Đại biểu Quốc hội khóa XII từ Lai Châu
Trần Quốc Vượng là Đại biểu Quốc hội Việt Nam từ năm 2007. Năm 2007, ông là Đại biểu Quốc hội Việt Nam khóa XII nhiệm kì 2007–2011 tỉnh Lai Châu, thuộc Đoàn Đại biểu Quốc hội tỉnh Lai Châu.

#### Đại biểu Quốc hội khóa XIII từ Tiền Giang
Năm 2011, Trần Quốc Vượng là Đại biểu Quốc hội Việt Nam khóa XIII nhiệm kì 2011–2016, thuộc Đoàn Đại biểu Quốc hội tỉnh Tiền Giang.

#### Đại biểu Quốc hội khóa XIV từ Yên Bái
Trần Quốc Vượng là Đại biểu Quốc hội Việt Nam khóa XIV nhiệm kì 2016–2021, thuộc Đoàn Đại biểu Quốc hội tỉnh Yên Bái. Ông đã trúng cử đại biểu Quốc hội Việt Nam khóa XIV vào ngày 22 tháng 5 năm 2016 ở đơn vị bầu cử số hai tỉnh Yên Bái gồm thị xã Nghĩa Lộ và các huyện: Văn Chấn, Trạm Tấu, Mù Cang Chải, Văn Yên, được 248.249 phiếu, đạt tỷ lệ 94,18% số phiếu hợp lệ.
Trong hai ngày 22 và 23 tháng 5 năm 2017, ông đã có buổi tiếp xúc cử tri tại huyện Trạm Tấu và thị xã Nghĩa Lộ, tỉnh Yên Bái để báo cáo kết quả Kỳ họp thứ ba, Quốc hội khoá XIV.

## Quan điểm và phát biểu

### Quan điểm
Quan điểm về các dự án BOT: sáng ngày 24 tháng 10 năm 2017, trong chương trình thảo luận ở tổ về kết quả thực hiện kế hoạch phát triển kinh tế, xã hội và ngân sách nhà nước năm 2017; kế hoạch phát triển kinh tế, xã hội, dự toán ngân sách nhà nước, phương án phân bổ ngân sách trung ương năm 2018 và kế hoạch tài chính - ngân sách nhà nước ba năm quốc gia 2018–2020; Trần Quốc Vượng có đề cập đến các dự án BOT. Ông cho rằng đây là chủ trương đúng, và cho rằng cần phải làm các dự án BOT thực sự bằng nguồn vốn của doanh nghiệp và phải minh bạch.
Về nhân lực và kỷ luật: Trần Quốc Vượng từng đảm nhiệm vị trí các vị trí từ kiểm sát tư pháp cho đến tham gia lãnh đạo Đảng Cộng sản Việt Nam, với nhiệm vụ phụ trách công vụ, nhân sự và kiểm tra theo nguyên tắc kỷ luật. Ông có những quan điểm về việc đẩy mạnh chống tham nhũng, duy trì, đảm bảo vai trò và vị thế của Đảng Cộng sản trong thời kỳ mới, phối hợp cùng Tổng Bí thư, Chủ tịch nước Nguyễn Phú Trọng.

### Phát biểu
Tại Hội nghị toàn quốc đánh giá kết quả công tác tổ chức xây dựng Đảng năm 2019, triển khai niệm vụ năm 2020, Trần Quốc Vượng nhận định: 
| “ | "Cơ đồ ta xây dựng 75 năm nay sụp đổ hay không cũng do chúng ta thôi, chẳng phải do kẻ thù đâu. Chẳng ai xâm lược mình, chẳng ai mang máy bay, đại bác đến xâm lược, lật đổ chúng ta đâu. Ta không làm tốt thì tự ta lật đổ ta thôi". | ” |

| “                                                                              | Kiên quyết loại những người không đủ tiêu chuẩn, không để lọt vào khóa mới. Rút kinh nghiệm vừa rồi có những người không đủ tiêu chuẩn sau đó phải xử lý. | ” |
| — Trần Quốc Vượng phát biểu tại Hội nghị Trung ương Mặt trận Tổ quốc năm 2020. | |   |

| “                                                             | Chống tham nhũng để giữ uy tín cho Đảng, không lo giảm uy tín. | ” |
| — Trần Quốc Vượng phát biểu tại Hội nghị Trung ương năm 2020. |                                                                |   |